# UFC Fight Night: Diaz vs. Guillard
UFC Fight Night: Diaz vs. Guillard, também conhecido como UFC Fight Night 19 foi um evento de artes marciais mistas promovido pelo Ultimate Fighting Championship em 16 de setembro de 2009 no Cox Convention Center em Oklahoma City, Oklahoma.

## Background
A luta anunciada entre Josh Neer e Kurt Pellegrino foi movida para o UFC 101.
Justin Buchholz substituiu o lesionado Ronys Torres na luta contra Jeremy Stephens.
Ed Herman era esperado para substituir o lesionado James Irvin contra Wilson Gouveia no UFC 102 mas Gouveia também se lesionou. Herman enfrentou então Aaron Simpson no evento. Dan Miller era esperado para substituir Herman. Porém, Miller se lesionou e foi substituído por Jay Silva contra CB Dollaway.
Uma lesão forçou Chris Lytle a sair do card. Jake Ellenberger foi seu substituto.
Kyle Bradley se retirou de sua luta com Sam Stout com uma lesão e foi substituído por Phillipe Nover. Porém, na noite da luta, Nover sofreu uma convulsão no vestiário. Sua luta com Stout foi então cancelada.
Esse evento serviu como entrada para a estreia do The Ultimate Fighter 10 na Spike TV.

## Bônus da Noite
- Luta da Noite (Fight of the Night):  Nate Quarry vs.  Tim Credeur
- Nocaute da Noite (Knockout of the Night):  Jeremy Stephens
- Finalização da Noite (Submission of the Night):  Nate Diaz